# 里霍博斯比奇
38°42′57″N 75°04′59″W / 38.71583°N 75.08306°W
里霍博斯比奇（英語：Rehoboth Beach）是美國德拉瓦州蘇塞克斯縣的一個城市，東臨大西洋。面積4.1平方公里。根據2000年美國人口普查，人口1,327人。 
1873年建立，1891年設市。

## 外部連結
- 官方網頁 （页面存档备份，存于）